# Alpa Esse
Die Alpa Esse ist eine Zweimann-Rennjolle des ehemaligen italienischen Sportbootherstellers Alpa aus Mailand. Die Jolle verfügt über ein Trapez sowie einen Spinnaker. Sie ist vergleichbar mit der 470er Jolle.
Die Alpa Esse wird nicht mehr gebaut, da die Werft mittlerweile nicht mehr existiert.

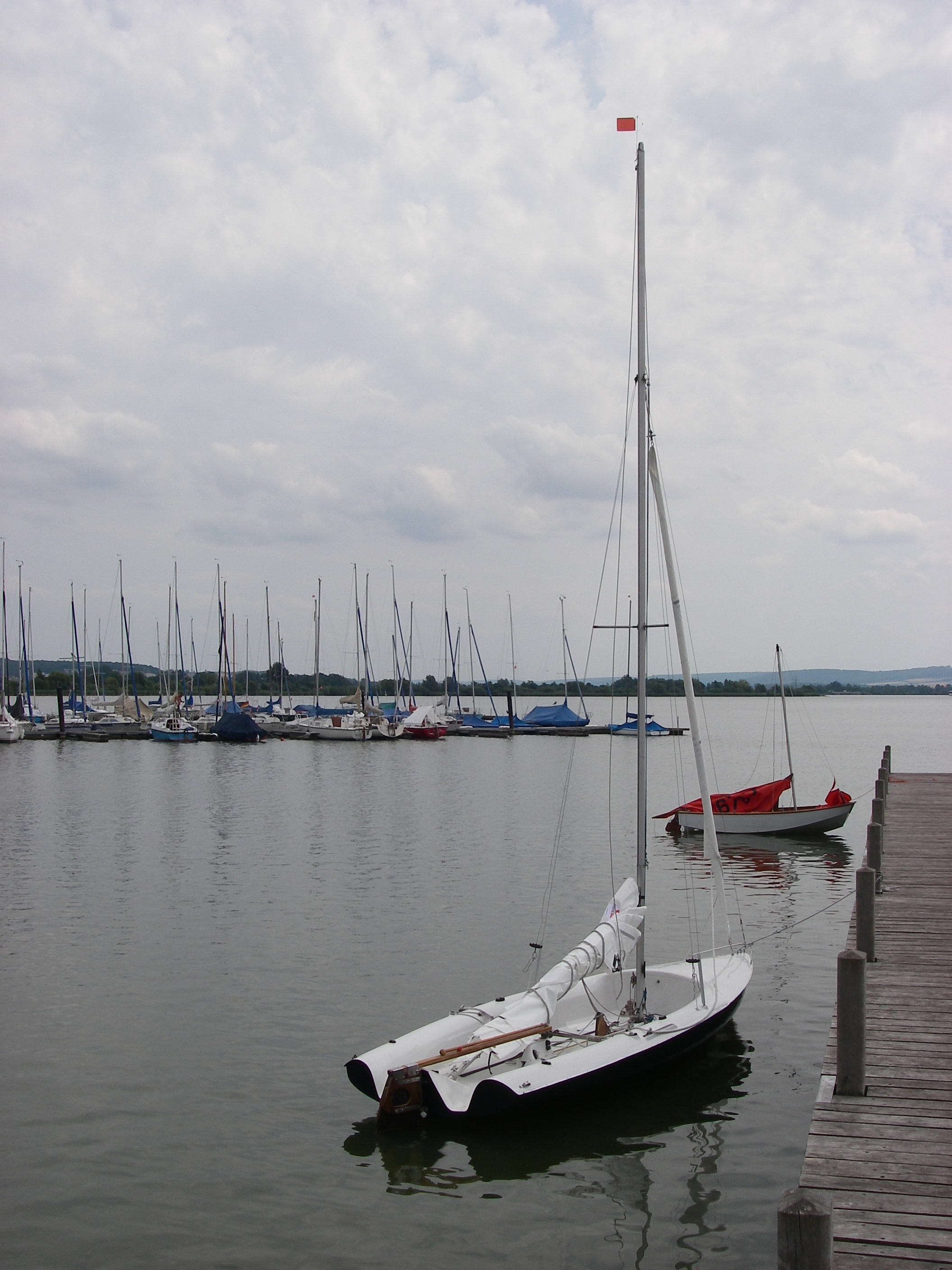
Alpa Esse am Altmühlsee, gut zu erkennen das offene Heck

## Rumpf
Charakteristisch bei dieser Jolle ist der offene bzw. nicht vorhandene Spiegel. Der Rumpf ist so ausgelegt, dass das Heck stets einige Zentimeter über der Wasseroberfläche bleibt und in die Plicht gekommenes Spritzwasser stets abfließen kann. So entfällt das bei anderen Segeljollen übliche Lenzventil.
Der Rumpf besteht aus GFK. Die seitlichen Wülste sind hohl und dienen im Falle einer Kenterung als Schwimmkörper. Meistens sind allerdings zusätzlich aufblasbare Auftriebskörper aus PVC in die Wülste eingelegt, um die Jolle selbst im Falle eines Wassereintritts durch die im vorderen Plicht-Bereich angebrachte Luke vor dem Sinken zu schützen.

## Rigg, Takelage und Segel
Mast und Baum bestehen aus Aluminium. Der Mast wird seitlich von zwei Stahlwanten und nach vorne durch ein Vorstag gesichert. Am Mast sind zwei ebenfalls aus Stahl bestehende Trapezseile angebracht. Die Jolle ist generell mit einem Großsegel sowie einer Genua ausgerüstet. Zusätzlich ist ein Spinnaker vorhanden.